# 弗里西亚自由时期
弗里西亚自由时期是弗里西亞没有實行封建制度和農奴制的時期。虽然在中世紀早期，欧洲其他地区被封建领主统治，但弗里西亚境內并没有贵族。 1248年11月3日，羅馬人的國王威廉二世允許弗里西亚境內不實行封建制度和農奴制。后来路易四世決定將弗里斯兰賞賜給荷兰伯爵。